# 阿隆·夏克
阿隆·喬·夏克（英語：Aaron Jon Schock，1981年5月28日—）是一位共和黨籍前美國眾議院議員。在2009年至2015年期間，他曾經擔任伊利諾伊州第18選區的眾議院議員。他是美國國會首位出生在1980年代的議員。2015年3月，他因被爆料涉及濫用經費而辭去議員職務。
2020年3月，阿隆·夏克在Instagram的一篇貼文中承認自己是同性戀者。